# Харальд IV Гилли
Харальд IV (др.-исл. Haraldr gilli or Haraldr gillikristr; умер 14 декабря 1136) — король Норвегии в 1130—1136 годах, один из главных героев «Саги о Магнусе Слепом и Харальде Гилли» в составе «Круга Земного». Родился в Ирландии.
Примерно в 1127 году он прибыл в Норвегию и объявил себя сыном Магнуса III, который был в Ирландии прямо перед своей смертью в 1103 году, и единокровным братом правящего короля Сигурда I.
Он успешно прошел испытание огнём, и Сигурд признал их родство при условии, что Харальд не будет домогаться власти, пока жив сын Сигурда Магнус. Будучи в хороших отношениях с королём, Харальд соблюдал условия соглашения до его смерти в 1130 году. Между ним и Магнусом разгорелась война. После нескольких битв последний был захвачен, ослеплен и брошен в тюрьму.
Харальд Гилли правил страной до 1136 года, когда был убит Сигурдом Слембе, ещё одним незаконным сыном Магнуса III. Ему наследовали законнорожденный сын Инге Харальдссон и двое внебрачных.
Гражданские войны в Норвегии начались приблизительно с его вступления на трон и продлились с 1130 по 1217 год.
Следующим королём Норвегии по имени Харальд стал лишь в конце XX века Харальд V.